# 見上げてごらん、夜空の星を
『見上げてごらん、夜空の星を』（みあげてごらん、よぞらのほしを、英: A Sky Full of Stars）は、PULLTOPより2015年12月18日に発売された美少女アドベンチャーゲームである。萌えゲーアワード2015にて12月月間賞および準大賞を受賞した。2016年5月27日には『見上げてごらん、夜空の星を FINE DAYS』が発売された。また、2018年6月29日に『見上げてごらん、夜空の星を Interstellar Focus』が発売された。

## 作品

### 見上げてごらん、夜空の星を
市内の天文学部が集まるサークルで仲間たちと共に夜空を追いかけ、その魅力を語り合い、そして人々にその魅力を伝えようとしていく物語である。そして、幼馴染たちの淡くて苦い思い出や関係性をも描いていく。
この作品は、『この大空に、翼をひろげて』のスタッフが再集結して制作された。
2017年5月11日にはアクラスのブランド「アイチェリー」からDVD PlayersGame版が発売されている。

### FINE DAYS
ファンディスクであり、メインヒロインのアフターストーリーに加え、帆乃香と美晴をヒロインとしたストーリーが収録されている。そして、人気投票でも上位だった山田陽南のルートが急遽制作決定し、ひなみん√パッチとして、期間限定で配布された。

### Interstellar Focus
ひかり・沙夜と暁斗のとある民家での同居生活を描いたミニアドベンチャー、その一方で、ころなや陽南、珠紀たち下級生たちが新入生のためにクイズを作り楽しませようと頑張るミニストーリー、むつらぼしの会の夏合宿を描いたドラマCD、ダウンロードサウンドトラックのコードを収録するバラエティパック。

## ストーリー
幼少時、友人達と毎晩のように星空を観ていた宙見暁斗だったが、いつしか彼は夜空を見上げることをやめて“星を観ない天文部員” と呼ばれるようになっていた。そんな彼のもとに、“むつらぼしの会” への参加要請が届き、断るために会場に行き、引越しを機に疎遠になっていた幼なじみの箒星ひかりや天ノ川沙夜と再会して天文活動を再開する。

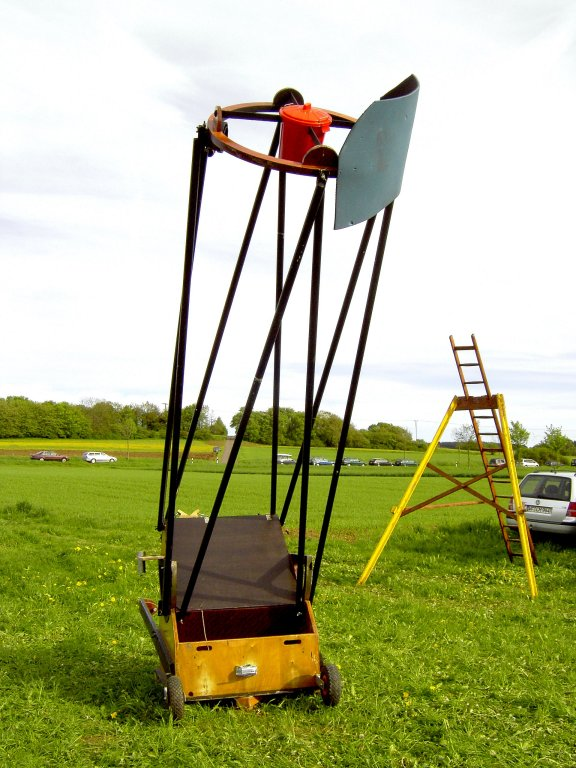
ドブソニアン望遠鏡。
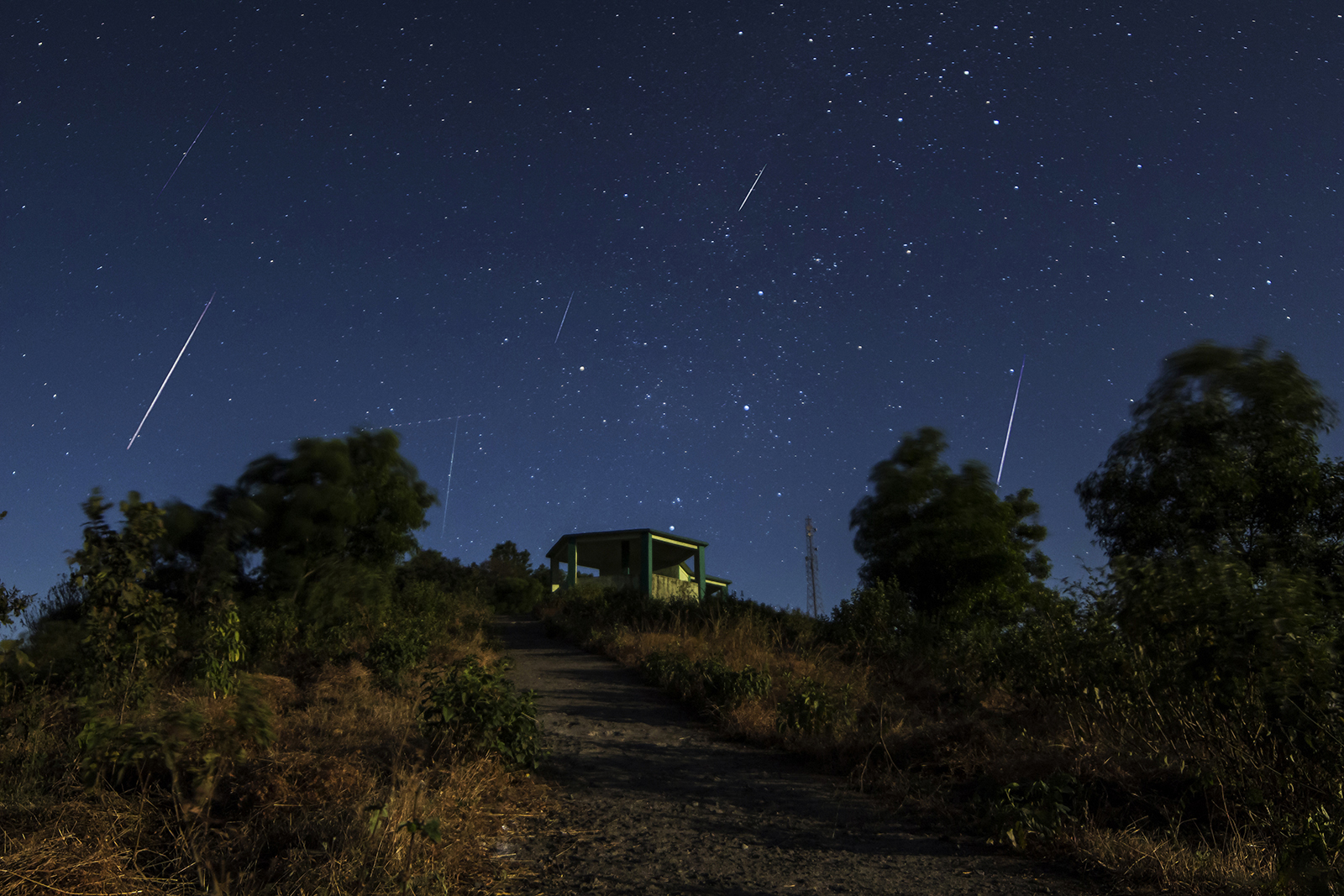
ふたご座流星群。

## 登場人物

### 主人公
宙見 暁斗（そらみ あきと）
身長：176cm、誕生日：10月1日（てんびん座）、血液型：B型
主人公であり、学園で唯一の天文部員だが、ひかりが引っ越した後は沙夜とも疎遠になり、星を観るのをやめてしまい、“星を観ない天文部員”として知られる。

### むつらぼしの会（天文部）<メインヒロイン>

はくちょう座の二重星「アルビレオ」。宮沢賢治は『銀河鉄道の夜』でこの2つの星を、輪になって回るサファイアとトパーズになぞらえている。

箒星 ひかり（ほうきぼし ひかり）
声 - 萌花ちょこ
身長161cm、スリーサイズ：B91/W58/H88、誕生日：8月20日（しし座）、血液型：O型
暁斗たちの幼なじみで行動的な性格で引っ越した後は暁斗たちと疎遠となっていたが再会後は暁斗たちと星を眺める賑やかな日々を取り戻す。
天ノ川 沙夜（あまのがわ さや）

声 - 雪菜めぐり
身長154cm、スリーサイズ：B80/W57/H83、誕生日：1月16日（やぎ座）、血液型：A型
成績優秀で品行方正ではあるが、それは頑張って演じている姿で実際にはどこか抜けていて、放っておけないところがある。
白鳥 織姫（しらとり おりひめ）
声 - 遠野そよぎ
身長162cm、スリーサイズ：B93/W57/H89、誕生日：3月14日（うお座）、血液型：O型
実家がお金持ちの正統派美人で名門校に通う3年生で天文部の部長を務めている。
日下部 ころな（くさかべ ころな）
声 - 小鳥居夕花
身長153cm、スリーサイズ：B78/W56/H83、誕生日：9月3日（おとめ座）、血液型：AB型
天然の小悪魔的であり、暁斗たちより一つ年下。

### サブヒロイン
早乙女 美晴（さおとめ みはる）
声 - 優希芹果
身長160cm、スリーサイズ：B88/W61/H90、誕生日：3月22日（おひつじ座）
暁斗たちの元担任だったが、学園が廃校後には実家に引きこもっている。『Fine Days』で攻略ヒロインに昇格。
吉岡 帆乃香（よしおか ほのか）
声 - 白月かなめ
身長159cm、スリーサイズ：B84/W58/H86、誕生日：7月16日（かに座）
明光学院に通う1年生で、織姫から天文部部長を引き継いだ。『Fine Days』で攻略ヒロインに昇格。
山田 陽南（やまだ ひなみ）
声 - 百瀬ぽこ
身長152cm、スリーサイズ：B73/W55/H74、誕生日：2月1日（みずがめ座）
天文には興味を持っているころなの友人。※『Fine Days』で期間限定配信の「ひなみん√パッチ」を適用していると攻略できる。

### サブキャラクター
小金井 球紀（こがねい たまき）
声 - 歩サラ
身長：166cm、スリーサイズ：B84/W58/H85
日下部 武一（くさかべ たけいち）
声 - 須賀紀哉
身長178cm、誕生日：12月12日（いて座）
昔はガキ大将で軽口を言い合ったりする。バスケ部に入っている。
加納 紀子（かのう のりこ）
声 - 羽鳥いち
身長156cm、誕生日：5月7日（おうし座）
天ノ中 の天文部部長でありひかりの先輩でもある。
陣野 鳴枝（じんの なるえ）
声 - かわしまりの
身長163cm、誕生日：5月28日（ふたご座）
天文活動しかやっていない天ノ中西 の地学部の部長。
田尻 啓介（たじり けいすけ）
声 - ますおかゆうじ
身長182cm、誕生日：10月25日（さそり座）
“高価な望遠鏡より、一人一つの双眼鏡”をモットーに活動している工業系の男子校・諸美沢 天文部の部長。
豊田（とよだ）
声 - 夏村伊介
身長168cm、誕生日：11月3日（さそり座）
天体写真を撮影する天ノ中西 地学部所属で陣野の後輩。
川中島（かわなかじま）
声 - 小次狼
身長172cm、誕生日：4月30日（おうし座）
気配りできる人物であり、諸美沢 天文部所属、田尻の後輩。
森田 一郎（もりた いちろう）
声 - 小次郎
身長：174cm
プラネタリウムの館長をしている星に対する自分の信念を持っている穏和で知的な紳士。
コタロウ
声 - 榛名れん
体長：47cm
子どもの頃、暁斗たちが拾ってきた犬で現在は美晴の家で飼われている。人見知りで初対面の人にはなかなか懐かない。

## スタッフ
- 企画・ディレクション - Yow
- 企画・シナリオ - 紺野アスタ
- シナリオ - 高嶋栄二
- キャラクターデザイン・原画 - 八島タカヒロ、基井あゆむ、田口まこと（SD原画）
- 音楽 - TWOFIVE

## 主題歌
オープニングテーマ「Winter Diamond」
作詞 - Minao Ohse / 作編曲 - おおくまけんいち / 歌 - Rita
メインテーマ「Star Map」
作詞 - Minao Ohse / 作編曲 - おおくまけんいち / 歌 - 霜月はるか
FINE DAYSオープニングテーマ「Finest Sky」
作詞 - Minao Ohse / 作編曲 - おおくまけんいち / 歌 - Ceui
Interstellar Focusオープニングテーマ「Summer Triangle」
作詞 - Minao Ohse / 作編曲 - おおくまけんいち / 歌 - 萌花ちょこ＆雪菜めぐり

## 制作・広報

### 開発

#### 楽曲制作
主題歌
オープニングテーマ「Winter Diamond」
テーマは「失われた万能感の復活」。サビになりストリングスが参加してくるのは、「スターライトパレード」（#ストーリーを参照。）のフラッシュモブシーンを意識したものだという。作詞担当のMinaoによれば、タイトルはYowに指定されたものとのことであり、詞の中にある「星めぐりの歌」というフレーズは宮沢賢治の『銀河鉄道の夜』から連想したものだとしている。
メインテーマ「Star Map」
テーマは「青春の衝動とよくわからない焦燥感。なにかやらなきゃ感」。作詞にあたったMinaoは、既に部分的には完成していたシナリオを参考にした。2番の「果てない距離を結ぶ天の川」というフレーズは、「切ない距離を—」にすべきか相当迷ったが、予想よりも意思が強く描かれていた沙夜の印象から「果てない」にしたという。
BGM
当初おおくまは『ココロ@ファンクション!』制作の直後だったこともあり、シンセ系の音を多く使っていた。するとYowから「電子楽器系は、ココロが100としたら、大空は50。これは30くらい」と指示が出され、昼間のBGMはギター、夜のBGMはピアノ中心で組み立てていくことにした。またおおくまは「天文学とかならバロックとかクラシック系もいれたいなぁ」と考え、「a promise」「Time capsule」「O-deeeeen」などに活かしたと述べている。

## 反響

### 売り上げ
見上げてごらん、夜空の星を
　
FINE DAYS
『FINE DAYS』は、発売年（2016年）の売り上げは、アダルトゲーム月刊誌『BugBug』の集計では20位の圏外であった。
Interstellar Focus
『Interstellar Focus』は、発売年（2018年）の売り上げは、アダルトゲーム月刊誌『BugBug』の集計では10位の圏外であった。

### 人気投票
| 部門名       | Getchu.com | BugBug    | アワード |
| ------------ | ---------- | --------- | -------- |
| 総合         | 7位/20位   | 圏外/20位 | 2位/60位 |
| シナリオ     | 4位/10位   | 9位/20位  | 部門なし |
| グラフィック | 3位/10位   | 部門なし  | 部門なし |
| 音楽         | 5位/10位   | 圏外/20位 | 部門なし |
| システム     | 圏外/10位  | 圏外/20位 | 部門なし |
| ヴォイス     | 部門なし   | 圏外/20位 | 部門なし |
| ムービー     | 6位/10位   | 部門なし  | 部門なし |
| エッチ       | 圏外/10位  | 圏外/20位 | 部門なし |
| キャラクター | 1人/20位   | 1人/20位  | 部門なし |

見上げてごらん、夜空の星を
本作は発売月（2015年12月）のユーザー人気投票において、Getchu.comの2位を獲得した。発売年（2015年）の人気投票においては、Getchu.comでは総合7位・シナリオ部門4位・グラフィック部門3位・ミュージック部門5位・ムービー部門6位・キャラクター部門5位（天ノ川沙夜）を獲得し、『BugBug』ではシナリオ部門9位・キャラクター部門10位（天ノ川沙夜）を獲得した（表：「2015年の美少女ゲーム人気投票における本作の位置」に一覧を示す。）。
FINE DAYS
『FINE DAYS』は発売月（2016年5月）のユーザー人気投票において、Getchu.comの1位を獲得した。発売年（2016年）の人気投票においては、Getchu.comではムービー部門の9位を獲得し、その他の部門では圏外であった。『BugBug』では全部門で圏外であった（一覧表は省略する）。
Interstellar Focus
『Interstellar Focus』は発売月（2018年6月）のユーザー人気投票において、Getchu.comの10位を獲得した。発売年（2018年）の人気投票においては、Getchu.comでは全部門で圏外であった。『BugBug』では全部門で圏外であった（一覧表は省略する）。

### 批評
見上げてごらん、夜空の星を
HARDCORE GAMERにレビューが掲載されている（Marcus Estrada、3.0/5.0）。本作では回想が多用されており、読者は頻繁に現代と過去を行き来させられることになる。しかしながら、Estradaは、本作の焦点は主人公・ひかり・沙夜の3人に合わせ続けられているため、同種のビジュアルノベルによく見られる混乱が滅多にないと指摘している。共通ルートに7ないし12時間、4つの個別ルートにそれぞれ4ないし8時間を要するだろうとし、総じて子供時代の友情・喪失・嫉妬といったテーマが上手に扱われていると評している。一方、翻訳されたテキストには多くの間違いがあると指摘しており、さらに、日本語版に存在した性的シーンが検閲されたことに対しては、批判的である。多くの競合他社が、性的コンテンツをオプションのパッチで提供する手段を取っている中、MoeNovelの徹底した検閲方針はいまや合理的でないとしている。とはいえ、ゆったりと進む甘い物語が好きな読者であれば、プレイする価値はあるかもしれないとしている。
FINE DAYS
　
Interstellar Focus
　

### 受賞
見上げてごらん、夜空の星を
本作は萌えゲーアワード2015の準大賞を受賞した。『BugBug』編集長の大澤忠基は、「夜に煌めく星々の美しいグラフィックを筆頭に、臨場感のあるバイノーラル録音など、相変わらずのきめ細かい丁寧な作りで描かれた青春群像劇は、サスガの一言」と賞し、特に主人公とメインヒロインたちの幼い頃がしっかり描かれている点を肯定的に評価した。過去と現実のギャップや切ない三角関係など、彼らの青春がその上にリアルに描かれているため、感動が倍増すると述べている。
FINE DAYS
『FINE DAYS』は萌えゲーアワード2016の金賞・ファンディスク賞を受賞した。電脳妄想開発室のAyumi.は、『FINE DAYS』は本編ヒロインのアフターストーリーに人気サブヒロインのルートを盛り込んだよくあるファンディスクであるとしつつ、本編に力があるためオーソドックスな作りが受け入れられていると述べている。「もっとこのヒロインと一緒の時間を過ごしたい」というファンのニーズによく応えられていると評価した。
Interstellar Focus
『Interstellar Focus』は萌えゲーアワード2018の金賞・ファンディスク賞を受賞した。元びーパラ編集部の丸山和巳は、全てのヒロインが可愛く描かれていると評価し、「もともとかわいさに定評のあったものが、さらにアップされていてファンにはたまらないつくりになっている」と講評している。
| \| 日付 \| 賞 \| 部門 \| 候補 \| 結果 \| 出典 \| \| ------ \| -------------------- \| ---------------- \| --------------------------------------------- \| ------ \| ---- \| \| 2016年 \| 萌えゲーアワード2015 \| 2015年12月月間賞 \| 見上げてごらん、夜空の星を \| 1位 \| [1] \| \| 2016年 \| 萌えゲーアワード2015 \| 大賞 \| 見上げてごらん、夜空の星を \| 準大賞 \| [17] \| \| 2016年 \| 萌えゲーアワード2016 \| 2016年5月月間賞 \| 見上げてごらん、夜空の星を FINE DAYS \| 1位 \| [20] \| \| 2017年 \| 萌えゲーアワード2016 \| ファンディスク賞 \| 見上げてごらん、夜空の星を FINE DAYS \| 金賞 \| [18] \| \| 2018年 \| 萌えゲーアワード2018 \| 2018年6月月間賞 \| 見上げてごらん、夜空の星を Interstellar Focus \| 2位 \| [21] \| \| 2019年 \| 萌えゲーアワード2018 \| ファンディスク賞 \| 見上げてごらん、夜空の星を Interstellar Focus \| 金賞 \| [19] \| |                      |                  |                                               |        |        |
| 日付 | 賞                   | 部門             | 候補                                          | 結果   | 出典   |
| 2016年 | 萌えゲーアワード2015 | 2015年12月月間賞 | 見上げてごらん、夜空の星を                    | 1位    | [ 1 ]  |
| 2016年 | 萌えゲーアワード2015 | 大賞             | 見上げてごらん、夜空の星を                    | 準大賞 | [ 17 ] |
| 2016年 | 萌えゲーアワード2016 | 2016年5月月間賞  | 見上げてごらん、夜空の星を FINE DAYS          | 1位    | [ 20 ] |
| 2017年 | 萌えゲーアワード2016 | ファンディスク賞 | 見上げてごらん、夜空の星を FINE DAYS          | 金賞   | [ 18 ] |
| 2018年 | 萌えゲーアワード2018 | 2018年6月月間賞  | 見上げてごらん、夜空の星を Interstellar Focus | 2位    | [ 21 ] |
| 2019年 | 萌えゲーアワード2018 | ファンディスク賞 | 見上げてごらん、夜空の星を Interstellar Focus | 金賞   | [ 19 ] |

## 関連作品
- ガールズクロスクロニクル - 美少女ゲームのクロスオーバー作品。PCブラウザゲームと、Androidアプリ用のRPG。

## 参考資料
- 『BugBug』2017年4月号、富士見出版、2017年3月3日。
- 『BugBug』2019年4月号、スコラマガジン、2019年3月1日。